# Raoul Walsh
Raoul Walsh (New York, 11 marzo 1887 – Simi Valley, 31 dicembre 1980) è stato un regista cinematografico, attore e sceneggiatore statunitense.
È stato uno dei 36 membri fondatori dell'Academy of Motion Picture Arts and Sciences (AMPAS) nel 1927, l'organizzazione per il miglioramento e la promozione mondiale del cinema che nel 1929 creò il premio Oscar.

## Biografia

### Retrospettiva del 2023
Georges Sadoul, valutando in particolare i film d'azione, ebbe modo di scrivere: «Senz'aver un suo mondo preciso da esplorare, come Ford, Borzage o Hawks, che tuttavia seppe spesso uguagliare, fu sempre un narratore eccezionale, che preferì l'azione alla psicologia». Schedando Notte senza fine, questo «strano western, dall'atmosfera gotica e talvolta morboso», lo stesso Sadoul lo ritiene «egregio», riconoscendovi anche il marchio dello sceneggiatore Niven Busch «che predilige questa commissione di generi». È stato poi scritto che sarebbe Niven Busch, reduce del successo di Duello al sole, uscito tre anni prima, il vero architetto del progetto, al punto che la protagonista femminile del film viene ad essere Teresa Wright, sua moglie. La Cinémathèque française dedica la stagione autunnale del 2023 a un regista che viene definito immenso, in contemporanea con l'uscita del libro, scritto da vari autori che hanno ruotato o ruotano nell'orbita dei Cahiers di cinéma: Raoul Walsh - En jeux, Éditions de L'Œil.

## Filmografia

### Regista
- The Pseudo Prodigal – cortometraggio (1913)
- The Life of General Villa, co-regia di Christy Cabanne (1914)
- The Double Knot – cortometraggio (1914)
- Out of the Deputy's Hands – cortometraggio (1914)
- Who Shot Bud Walton? – cortometraggio (1914)
- The Bowery (1914)
- The Mistery of the Hindou Image – cortometraggio (1914)
- The Death Dice – cortometraggio (1915)
- The Fatal Black Bean – cortometraggio (1915)
- His Return – cortometraggio (1915)
- The Greaser – cortometraggio (1915)
- Il maestro di scherma (The Fencing Master) – cortometraggio (1915)
- 11:30 P.M. – cortometraggio (1915)
- Regeneration (1915)
- Peer Gynt, co-regia di Oscar Apfel (1915)
- Carmen, co-regia di Carl Harbaugh (1915)
- The Lone Cowboy (1915)
- The Buried Hand (1915)
- Siren of Hell (1915)
- Home from the Sea (1915)
- Il serpente (The Serpent) (1916)
- Sangue blu e sangue rosso (Blue Blood and Red) (1916)
- Le colonne della società (Pillars of Society) (1916)
- Il metodo dell'onore (The Honor System) (1917)
- La bugia muta (The Silent Lie) (1917)
- La peccatrice innocente (The Innocent Sinner) (1917)
- Tradita (Betrayed) (1917)
- Il conquistatore (The Conqueror) (1917)
- This Is the Life (1917)
- Orgoglio di New York (The Pride of New York) (1917)
- The Woman and the Law (1918)
- Il bastardo prussiano (The Prussian Cur) (1918)
- All'attacco (On the Jump) 	(1918)
- Tutti i figli di una madre (Every Mother's Son) (1918)
- Lo dirò (I'll Say So) (1918)
- Evangeline (1919)
- Deve perdonare un marito? (Should a Husband Forgive?) (1919)
- Il più forte (The Strongest) (1920)
- Profondo rosso (The Deep Purple) (1920)
- D'ora in poi (From Now On) (1920)
- Il giuramento (The Oath) (1921)
- Serenata (Serenade) (1921)
- Come polvere (Kindred of the Dust) (1922)
- Il supplizio del tam-tam (Lost and Found on a South Sea) (1923)
- Il ladro di Bagdad (The Thief of Bagdad) (1924)
- All'ombra delle pagode	(East of Suez) (1925)
- Matador (The Spaniard) (1925)
- Il figliol prodigo (The Wanderer) (1925)
- La principessa bionda (The Lucky Lady) (1926)
- La vergine dell'harem (The Lady of the Harem) (1926)
- Gloria (What Price Glory?) (1926)
- La scimmia che parla (The Monkey Talks) (1927)
- Gli amori di Carmen (The Loves of Carmen) (1927)
- Tristana e la maschera (Sadie Thompson) (1928)
- La danzatrice rossa (The Red Dance) (1928)
- Notte di tradimento (In Old Arizona) (1928)
- Mondo senza luce (Me, Gangster) (1928)
- I due rivali (The Cock-Eyed World) (1929)
- Fifì dimmi di sì (Hot for Paris) (1929)
- Il grande sentiero (The Big Trail) (1930)
- Rinascita (The Man Who Came Back) (1931)
- Sempre rivali (Women of All Nations) (1931)
- Il passaporto giallo (The Yellow Ticket) (1932)
- Ragazza selvaggia (Wild Girl) (1932)
- Io e la mia ragazza (Me and My Gal) (1932)
- Hello, sister! (1933)
- Marinai a terra (Sailor's Luck) (1933)
- Spavalderia (The Bowery) (1934)
- Verso Hollywood (Going Hollywood) (1934)
- Sotto pressione (Under Pressure) (1935)
- Harrington faccia-di-bambino (Baby Face Harrington) (1935)
- Ogni sera alle otto (Every Night at Eight) (1935)
- Annie del Klondike (Klondike Annie) (1936)
- Occhioni scuri (Big Brown Eyes) (1936)
- Il dissipatore (Spendthrift) (1936)
- Corpo militare britannico in oriente (O.H.M.S.) (1937)
- Per la sua donna  (Jump for Glory) (1937)
- Artisti e modelle (Artists & Models) (1937)
- Una donna in gabbia (Hitting a New High) (1937)
- Ritmi a scuola (College Swing) (1938)
- St. Louis Blues (1939)
- I ruggenti anni Venti (The Roaring Twenties) (1939)
- La belva umana (Dark Command) (1940)
- Strada maestra (They Drive by Night) (1940)
- Una pallottola per Roy (High Sierra) (1941)
- Bionda fragola (The Strawberry Blonde) (1941)
- Fulminati (Manpower) (1941)
- La storia del generale Custer (They Died with Their Boots On) (1941)
- L'avventura impossibile (Desperate Journey) (1942)
- Il sentiero della gloria (Gentleman Jim) (1942)
- Le spie (Background to Danger) (1943)
- L'ostaggio (Northern Pursuit) (1943)
- Tre giorni di gloria (Uncertain Glory) (1944)
- Obiettivo Burma (Objective Burma) (1944)
- La corsa della morte (Salty O'Rourke) (1944)
- La tromba squilla a mezzanotte (The Horn Blows at Midnight) (1944)
- Duello a S. Antonio (San Antonio), co-regia di David Butler e, non accreditati, Robert Florey (1945)
- Io amo (The Man I Love) (1947)
- Notte senza fine (Pursued) (1947)
- Notte di bivacco (Cheyenne) (1947)
- Sul fiume d'argento (Silver River) (1948)
- Falchi in picchiata (Fighter Squadron) (1948)
- Una domenica pomeriggio (One Sunday Afternoon) (1949)
- Gli amanti della città sepolta (Colorado Territory) (1949)
- La furia umana (White Heat) (1951)
- Sabbie rosse (Along the Great Divide) (1951)
- Le avventure del capitano Hornblower (Captain Horatio Hornblower) (1951)
- Tamburi lontani (Distant Drums) (1952)
- La strada dell'eternità (Glory Alley) (1952)
- Il mondo nelle mie braccia (The World in His Arms) (1952)
- Il pirata Barbanera (Blackbeard the Pirate) (1953)
- Il diario di un condannato (The Lawless Breed) (1953)
- Gli sparvieri dello stretto (Sea Devils) (1953)
- Un leone per la strada (A Lion Is in the Street) (1953)
- Duello all'ultimo sangue (Gun Fury) (1953)
- Le giubbe rosse del Saskatchewan (Saskatchewan) (1954)
- Prima dell'uragano (Battle Cry) (1955)
- Gli implacabili (The Tall Men) (1955)
- Femmina ribelle (The Revolt of Mamie Stover) (1956)
- Un re per quattro regine (The King and Four Queens) (1956)
- La banda degli angeli (Band of Angels) (1957)
- Il nudo e il morto (The Naked and the Dead) (1958)
- La bionda e lo sceriffo (The Sheriff of Fractured Jaw) (1959)
- La moglie sconosciuta (A Private's Affair) (1959)
- Ester e il re (Esther and the King) (co-regista Mario Bava) (1960)
- Avventura d'amore e di guerra (Marines Let's Go) (1961)
- Far West (A Distant Trumpet) (1964)

### Sceneggiatore
- Il bastardo prussiano (The Prussian Cur), regia di Raoul Walsh - storia e sceneggiatura (1918)
- I due rivali (The Cock-Eyed World), regia di Raoul Walsh - sceneggiatura (1929)

### Attore (parziale)
- Per il suo padrone (For His Master), regia di Christy Cabanne – cortometraggio (1914)
- La medaglia disonorata (The Dishonored Medal), regia di Christy Cabanne - mediometraggio (1914)
- Lest We Forget, regia di John B. O'Brien (1914)
- Paid with Interest, regia di Donald Crisp (1914)
- The Love Pirate (1915)
- The Smuggler, regia di Raoul Walsh (1915)
- La nascita di una nazione, regia di David Wark Griffith (1915)